# Први српски устанак
Први српски устанак је био устанак Срба у Смедеревском санџаку и околних шест нахија против Турака у периоду од 14. фебруара 1804. до 7. октобра 1813. године. Отпочео је као побуна против дахија. Устаници предвођени Карађорђем су успели да у значајном временском интервалу ослободе пашалук. Овај устанак је претходио Другом српском устанку 1815, који је на крају довео до стварања Кнежевине Србије.
Дахије у Београдском пашалуку су 1801. године убили београдског пашу и успостављају насиље у пашалуку. Многи Срби су се одметнули у хајдуке и спремају план за побуну. Када су дахије то сазнали, 1804. су спровели сечу кнезова, а уместо да су спречили буну, дахије су је убрзали. На сабору у Орашцу за вођу буне је изабран Карађорђе Петровић. Аганлија, један од дахија покушао је преговором да заустави побуну, али није успео. Убрзо су устаници ослободили већи део Београдског пашалука. Султан је послао Бећир пашу, босанског везира да умири устанике и погуби дахије, али ни то није успело. Зато султан, 1805. наређује новом београдском паши, Хафиз паши да угуши устанак. Међутим Срби су дочекали пашу и поразили њега и његову војску у боју на Иванковцу.
Године 1806, султан је послао велику војску из Босне и из Ниша према Србији. Устаници су поразили обе војске, Босанску на Мишару, а Нишку на утврђењу Делиграду. Убрзо су закључили са Турском, Ичков мир. Руси су наговорили устанике да одбију Ичков мир јер су започели рат с Турском. 1807. Срби су ослободили Београд и почели с Русима заједно ратовати против Турака у Неготинској нахији и победили у три битке. Срби су 1809. ослободили читав пашалук и неке делове Босне и Новопазарског санџака. 1809. су у бици на Чегру потучени од Турака због неслоге војвода. Русија је с Турском закључила Букурешки мир 1812. год. Према одредбама осме тачке мира требало је да устаници добију аутономију. Али Срби на то нису пристали и већ 1813. Турци су са свих страна напали Србију и освојили је. Карађорђе је са најугледнијим старешинама прешао у Аустрију, а затим у Русију.
Данас се у Србији 15. и 16. фебруар прослављају као Дан државности у знак сећања на почетак Српске револуције.

## Назив
Историографски термин Први српски устанак обликован је током 19. века, путем постепеног прихватања колоквијалних назива, који су у јавном говору обликовани ради што једноставнијег разликовања два сродна српска устанка. У исто време, одомаћио се и назив за Други српски устанак (1815). Поменути термини се користе условно, без претензија на дословно значење појмова први и други, пошто је српских устанака било и раније, широм српских земаља, укључујући и средишње области Србије. Поједини истраживачи су стога указивали на неприкладност поменутих назива, који су у супротности са општом хронологијом српских устанака, а истим поводом је разматрана и валидност неких других термина.
Устанак је у народу био познат и као Буна на дахије, што се односило на почетну фазу устанка, током 1804. и 1805. године. Савременик устанка Матија Ненадовић није користио каснији назив Први српски устанак, и тај догађај је називао Карађорђев рат, док је Павле Ровински крајем 19. века користио назив Карађорђев устанак.

## Позадина
Османлијска држава и војска је постепено губила своју некадашњу моћ и организованост, а и у наоружању, опреми и обуци, знатно је заостајала за армијама европских сила. То је био један од разлога што Турска није била више у стању да очува интегритет великог Османског царства, с друге стране, низали су се неуспеси и у аустријско-турским и руско-турским ратовима. Територијалне претензије на Османско царство биле су све учесталије, тј. такозвано „Источно питање“ постајало је све актуелније. Међутим, Турска је успела да на неки начин ублажи кризу своје империје захваљујући Наполеоновим ратовима који су тада потресали и заоштравали односе и интересе великих сила.

### Стање у Смедеревском санџаку пред устанак
Свиштовским миром је окончан последњи аустријско-турски рат који се водио од 1788. до 1791. Срби су као фрајкори активно учествовали на страни Аустрије. Овај период српске историје се назива Кочина крајина, по Кочи Анђелко, једном од српских команданата. Свиштовски мир није донео Србима ослобођење од турске власти, већ само амнестију. Једна од мера султана Селима III била је и да се јаничарима забрани повратак у Београдски пашалук, чему су се јаничари одупирали. Доласком новог паше Абу Бекира, ситуација у Србији се доста изменила. Одмах после његовог доласка у Ниш, организовано је убиство тадашњег предводника јаничара, Дели-Ахмета. Да би се супротставили војној моћи одметнутих јаничара, турске власти су биле приморане да се ослањају на помоћ Срба. Политика ослањања на Србе и давања повластица се посебно везује за Хаџи Мустафа-пашу, који је био прозван „српском мајком”.
Одмах након тога, посебним ферманом паша је наредио јањичарима да се уклоне из Београда и пашалука. Јањичари су се претежно склонили у суседне покрајине, нарочито код Османа Пазван-оглуа, одметника од султанове власти из Видинског пашалука. Плашећи се укидања јаничарске команде у Смедеревском санџаку, Пазваноглу је покренуо низ напада на Србе без султановог одобрења да би вратио на власт јаничаре у Смедеревском санџаку, дестабилизујући регион. Срби су победили Пазваноглуа 1793. у бици на Коларима.
Да би смирио ситуацију, турски султан Селим III је ферманима из 1793. и 1798. потврдио Србима раније органе власти, тако да су поред везира и кадије, селима управљали и кнезови, а у кнежинама обор-кнезови. У наредном периоду у Србији долази до оживљавања привреде, а тако је било у Србији на почетку владавине Хаџи Мустафе, наследника Абу Бекира. Чак су за време његове владавине неки Срби као Алекса Ненадовић дошли до положаја обор-кнезова, зато су новог пашу неки називали „српском мајком“. Тада је у Београдском пашалуку било 45 кнежина; затим ферманом од априла 1794. године на чело 12 нахија бирани су обор-кнезови који су сами убирали порезе и предавали их властима, чак су делимично вршили и судску и управну власт у својим кнежинама, али сукоби између јањичара, који су и даље хтели највишу власт и спахија који су желели освету, због угроженог положаја, све више су заоштравани.
У лето 1797. султан је поставио Хаџи Мустафа-пашу за беглербега Румелијског вилајета и он је отишао из Србије у Пловдив да се одатле бори против Пазван-оглуа. Током његовог одсуства, Пазван-оглуова војска је заузела Пожаревац и опсела Београдску тврђаву. Крајем новембра 1797. године Алекса Ненадовић, Станко Арамбашић, Илија Бирчанин и Никола Грбовић су довели своју војску пред Београд и приморали јаничаре да се повуку у Бачку Паланку. Пазван-оглу је доживљавао узастопне успехе све док се није повукао у Видин, који је стављен под опсаду.

### Повратак дахија
Протерани јањичари нашли су уточиште у Видину, тачније код сина видинског ајана Османа Пазван-оглуа, који је био заслужан, највероватније по наговору јањичара, за напад на нахије београдског пашалука. Порта је приморана да се брани и зато укључује Србе у борбу против јањичара. Већ крајем 1793. године Срби код села Колара учествују у борби против јањичара који су заузели Пожаревац и кренули према Смедереву. Због опасности од даљих јањичарских напада, 1797. године формирана је српска народна војска на челу са Станком Арамбашићем, која је крајем априла 1797. године бројала и преко 16.000 људи. Међутим, приближавање француских трупа турским територијама (заузимање Крфа и других Јонских острва 1797—1799 и искрцавање Наполеона Бонапарте у Египту 1798. године), утицало је на Порту да 1798. године закључи савез са Русијом, уз обострану гаранцију стечених поседа.
Како Порта није успела да оружјем умири јањичаре, Хаџи Мустафа је приморан да им дозволи повратак у пашалук, иако су они протерани из Београда посебним ферманом. У почетку, јањичари, који су се већ вратили у Србију, нису толико наваљивали на пашу да им врати одузета имања, али су се веома брзо сукобили са домаћим обор-кнезовима. Ситуација у земљи се нарочито погоршала када су јањичари устали и против самог паше. Због тога је он за рат против јањичара ангажовао Србе, Турке, али и свог сина Дервиш-бега. Међутим, у јулу 1801. године јањичари су заузели Београд и приморали пашу да удаљи своју војску; убрзо након повлачења Срба и одласка Турака у Ниш, Хаџи-Мустафа је убијен (15. децембра), баш оног дана кад му је син, којег је овај одмах обавестио о свом хапшењу, стигао скоро до Београда.
Врховну власт тада су преузели четири вође јањичара, Кучук Алија, Аганлија, Мула Јусуф и Мехмед-ага Фочић. Називали су себе дахијама, а сваком од њих припао је по један део земље, док су заједничку власт вршили из Београда. Дахије су укинуле повластице из 1793. и 1794. године, сами убирали порезе и друге дажбине, судили и пресуђивали по својој вољи.
Турска Порта је била потпуно немоћна, што је угрозило ауторитет централне власти и султана. Као наследник, у Београд је стигао Хасан-паша, који није имао неког великог утицаја ни на тадашњу власт, али ни на дахије. Због бојазни Порте да би јањичари могли у Београд довести самог Пазван-Оглу, што би довело до још већих заоштравања односа у Србији, посебним писмом с Порте, 10. маја 1802. године јањичарима је опроштена учињена кривица.

### Владавина дахија
Стање у пашалуку створено јањичарским терором је утицало на уједињење свих српских друштвених снага (сељачке масе, старешински и трговачки слој) да се дигну на устанак. У Земуну се окупио велики број Мустафа-пашиних пријатеља, Срба и Турака, међу којима је најактивнији био Петар Ичко, а на турској страни највише се истицао некадашњи пашин благајник Хасан-бег, на чијој је страни био и приличан број спахија, који су били угрожени од дахија. Они су већ у лето 1802. године покушали да организују неки већи покрет у Србији, али су због преране акције око Пожаревца и испод Авале, претрпели неуспех. Након овог пораза, притисак који су дахије вршиле на спахије био је све већи. Побуњеници су већ тада упутили писмо Цариграду у којем траже помоћ султана Селима III.
У Црној Гори владало је слично расположење, Црногорци су били спремни да се прикључе заједничком устанку у Београдском пашалуку. Владика Петар I је почетком 1804. године писао дечанском игуману да ће Црногорци заједно са Србијанцима дићи организован устанак против Турака. Такође, он је 1803. године у Русију упутио архимандрита Арсенија Гаговића да тражи руску помоћ. Међутим, Русија је у то време била у савезу са Турском, па зато није хтела ни на који начин да учествује у устанцима балканских народа који би ослабили турску државу. Такође, устаници нису рачунали ни на сарадњу с Портом, тако да су морали самостално да отпочну оружану борбу против дахија, али им је бар била омогућена повољна набавка оружја у Аустрији, преко српских трговаца. Почетком 1803. године састало се 12 кнезова ваљевске нахије, међу којима су се нарочито истицали Алекса Ненадовић и Илија Бирчанин. На овом састанку одлучено ја да се за 8 месеци подигне устанак. Неке старешине из Шумадије су се такође састале и донеле сличну одлуку. Крајем исте године Алекса Ненадовић је упутио једно писмо аустријском команданту у Земуну, мајору Митезеру, у којем је констатовано да су Срби посвађали дахије и да ће највероватније доћи до оружаног сукоба између њих.

### Сеча кнезова
Сасвим случајно ово писмо је пало у руке дахијама, који су тек тада увидели каква је ситуација у Београдском пашалуку. Бојећи се и аустријске интервенције у могућем устанку, дахије су организовале сечу кнезова, 4. фебруара 1804. године, у којој је побијена већина истакнутијих Срба трговаца, кнезова, свештеника, нарочито оних који су се истакли у борби против јањичара и у Кочиној крајини.
По правцима којима су дахије кренуле у сечу кнезова, буљубаша, свештеника, кметова, хајдука, трговаца и других знатнијих људи, можемо обележити главна жаришта буне која ће одмах уследити. То су: источна Србија, Шумадија и западна Србија. Биланс жртава је стравичан. Почев од првих жртава, кнеза Алексе Ненадовића и Илије Бирчанина у Ваљеву, кнеза Петра у Ћуприји и многих других, до задње, тј. погубљења Хаџи Рувима, бројке се разликују. Михајло Пејић, протопрезвитер земунски, 3. фебруара пише митрополиту Стевану Стратимировићу и ово: „Тако о данас 72. мртве главе, које кнезовске, које свјашченическе, које од прочи, и све от поглавити људи, и једнако мертве главе у Београд доносу се...“ У писму српских старешина А. Италинском, руском посланику у Цариграду, од 3. маја 1804. по СК, уз описе дахијских насиља, наводи се и цифра од 150 „кнезеј и прочих отмјених људеј жизни својеја невино лићисасја“. Поред тога, дахије су приморавале становништво да преда оружје. Због тога је народ бежао у шуме, а негде чак и пружао отпор и нападао јањичарске одреде. Од оних српских поглавара који су избегли сечу, неки су се склонили, док су оне „природне поглавице“ одмах организовале људе у својим крајевима. У западној Србији то су били Јаков Ненадовић и синовац му прота Матија, као и Милан Обреновић у Шумадији, Карађорђе уз помоћ хајдучког харамбаше Станоја Главаша и других, а у источној Србији Миленко Стојковић из Кличевца, уз помоћ кнеза Момира Дугалића из Лучице, Петра Добрњца из Добрње и других.
Сеча кнезова је била непосредан повод за почетак Првог српског устанка.

## Буна

### Збор у Орашцу
Најпре су се у Шумадији састала три народна поглавара: Ђорђе Петровић, ког су Турци назвали Карађорђе, затим Јанко Катић и Васа Чарапић. Око њих су се веома брзо окупили многи, како и домаће српско становништво, тако и хајдуци, међу којима су били и Станоје Главаш и хајдук Вељко.
На ову вест дигло се становништво и с оне стране Колубаре, где су се нарочито истакли Јаков Ненадовић, Алексин брат, свештеник Лука Лазаревић. Слична ситуација била је и с оне стране Мораве, где су се истакли Миленко Стојковић и Петар Тодоровић Добрњац. Убрзо је скоро цела земља била под оружјем.
За вођу устанка на скупштини најугледнијих из Шумадије прво је предложен Станоје Главаш, али пошто је то овај одбио, предложен је кнез Теодосије Марићевић из Орашја у крагујевачком округу, али после његовог одбијања и на његов предлог за вођу устанка изабран је Карађорђе 14. фебруара 1804. године на једном збору у Орашцу. На овом збору било је око 300 људи, углавном из околине. У вези са датумом одржавања збора у Орашцу постоје недоумице. Најчешће се као вероватан узима 2. фебруар 1804. по старом или 14. по новом календару. На основу редоследа догађања, вероватнији је Вуков навод да је збор у Орашцу био после сукоба са Аганлијом у Дрлупи, а тај сукоб се догодио између 9. и 12. фебруара (по старом календару; додај 12 дана).
Иначе, збор у селу Орашцу није имао карактер или значење представничког тела, скупштине (народне или старешинске) као институције или као органа власти. Био је то импровизовани скуп једног броја старешина, углавном из Шумадије. Према расположивим подацима, учесници на скупу у Орашцу представљали су махом Крагујевачку нахију, а највише њену кнежину Јасеницу, и део Рудничке нахије. Присутни су били и хајдуци Станоја Главаша. Овде не може бити говора о избору свесрпског народног предводитеља. (види детаљније: Томислав М. Симић, „Господар Миленко Стојковић“, ИА Крушевац, Крушевац, 2003)

### Буна против дахијa
Дахије су биле изненађене и уплашене масовношћу устанка и зато су почеле разним подмићивањем, преговорима и преваром да зауставе устанак. Тако је Аганлија с око 400 јањичара пошао у Шумадију, 21. фебруара 1804. године, с циљем да преговара са устаницима, али у ствари главни повод је било извршење напада на побуњенике. Он је српском народу обећавао бољи положај и укидање ханова, а Карађорђу је нудио новац или да му у Аустрији купе имање боље од његовог у Тополи. Личне понуде он је одбио, а за обећање у вези са променом режима тражио је јамство и Аустријанаца, јер се није могао ослонити на турска обећања. Како Аганлија није на то пристао, заједно са својом војском претрпео је пораз у боју у Дрлупи 24. фебруара у којем је рањен у ногу и једва успео побећи у Београд. Ово је уједно био први сукоб устаника против дахија, али и њихова прва победа. Значај ове победе је био од велике важности, јер је подигао морал српском становништву. Након овог пораза, дахије су опет покушале преко својих делегата, које је Карађорђе примио у Хасан-пашиној паланци (Смедеревска Паланка), 4. марта, да преговарају о миру. Као услов за мир Карађорђе је тражио изручење дахија, што они наравно нису прихватили. Због тога, преговори су завршени без резултата. Убрзо су српски устаници, заједно са својим вођом, 18. марта заузели Рудник, а у априлу поразили јањичаре код Баточинe и Јагодине, а остатке јањичара, који су се повлачили према Београду потукао је код села Лештана Васа Чарапић. Крајем априла цела Шумадија је била очишћена од Турака, а устаници, којих је почетком марта било око 10.000, заједно са својим вођом Карађорђем приближиле су се Београду.
Кад су устаници 20. марта били већ надомак Београда, у граду је завладала паника, дахије су организовале отпор и затражиле помоћ на више страна, нарочито из Босне и из Видина, с друге стране били су спремни на преговоре, али и на знатна попуштања. Помоћ од Порте нису могли тражити, јер су и сами били одметници, чак су неки писали да је неколико околних паша учествовало у борби против дахија. С друге стране била им је ускраћена помоћ и од некадашњег пријатеља Пазвана Огле који је и даље тежио да потчини под своју власт и Београд, чак је то и тражио од Порте у јануару 1804. године.
Сад кад је цело поље од Саве и Дунава било на ногама, под командом Јакова, на Сави, Чарапића на Дунаву, а између њих били су Карађорђе и Катић, Цариград се ипак заинтересовао за устанак. Хасан-бег, Ибрахим-ага Видајић и други незадовољни у самом Цариграду су покушавали да скрену пажњу великог везира на овај сукоб који све више прераста у прави рат. Они су сматрали да је пожељан отпор са било које стране против осионих дахија, и због тога је велики везир допустио Хасан-бегу да око себе прикупи спахије које су побегле од јањичара, затим је кнеза Јована Рашковића који се баш тад налазио у Цариграду поставио за надзорника царина у Београду, а босанском паши Бећиру наредио је да читаву ствар узме у своје руке, удаљи дахије и успостави ред у пашалуку.
Са 3.000 људи босански паша стигао је у Србију, где су га људи дочекали са највишим почастима. Његов долазак је уплашио дахије, нарочито због тога што су схватили да је ипак могуће да један паша склопи савез са рајом, што су они до тада сматрали немогућим.
Крајем априла, Карађорђе је преговарао са аустријским капетаном Сајтинским. На овом састанку он је изјавио жељу српског народа да их Аустрија прими под своју заштиту. Међутим, аустријски цар због тешкоћа са Наполеоном и зато што су хтели да одрже своју неутралност, да би остале исправне према Порти, није могао да прихвати његове понуде. Зато су аустријске власти званично сузбијале емиграцију из Србије и давање муниције, али су ипак потајно са Србима вршили трговину муниције и оружја.
Срби су били приморани да траже заштиту Руса, кад ту улогу није преузела Аустрија и зато су 3. маја 1804. године српске вође упутиле једно писмо руском посланику у Цариград, у којем се говори о невољама и жељама српског народа, али су такође истицали да ће и даље остати верни султану.
До Остружничке скупштине на којој су се састале старешине ослобођених крајева, борбе у Србији су биле у пуном јеку. У западном делу Београдског пашалука устанак су организовали Јаков и Матија Ненадовић; и тамо се, као и у Шумадији брзо ширио и заузео целу Колубару, Тамнаву и Посавину. Међутим, чим су Турци из Шапца чули за устанак у Шумадији затражили су помоћ Али-бега Видајића из Зворника који се заједно са неколико стотина својих војника упутио у Шабац, али под великим притиском српске војске непријатељ је уништен, 28. фебруара 1804. године на Свилеуви. Ова победа је била од великог значаја за ваљевску и шабачку нахију и њен устанички покрет. Убрзо затим, тачније 18. марта устаничке чете заузеле су и запалиле Ваљево, опселе Шабац, делом га спалиле и сатерале Турке у град. Опседнутим јањичарима у помоћ су пристигли јањичари из Босне. Али и њих је крајем априла, на утврђеном положају код манастира Чокешине сачекала група устаника под вођством Јакова Ненадовића. У тешкој једнодневној борби устаницима је нестало муниције због чега су у овом сукобу претрпели пораз, у којој су се нарочито истакли браћа Дамњан и Глигорије Недић. И поред успеха Турака у борби код Чокешине они су приморани да предају Шабац. Тада је већи део устаничких снага пребачен од Шапца према Београду.
О конкретним борбама у Пожаревачкој нахији током фебруара месеца непосредних података нема, али их је, свакако, било. Говори се само о подизању устанка под Миленком Стојковићем и неким од његових подручних старешина, те да се Турци из околних села повлаче у Пожаревац ради одбране. Приближавањем устаничке војске Дунаву, већ има доста забележених података. У извештају аустријских власти од 8. марта, напомиње се да се цела Пожаревачка нахија, која обухвата Браничево, Звижд и Горњак, „налази у устанку“ и да је већ 2.000 људи под оружјем. а стално придолазе и нови. Са великом војском Миленко стеже обруч око Пожаревца.
Тада је у Пожаревцу било око 1.000 турских кућа и око 1500 добро наоружаних Турака. Али заједничким снагама Срби су успели очистити пожаревачку нахију од Турака и попалити све ханове. Ноћу, 7. марта Срби су кренули на Пожаревац, где су веома брзо опколили Турке који су се касније сами предали. За све то време Ђуша Вулићевић је држао у опсади Турке у Смедереву. Из смедеревског краја пребацује се у Ресаву Стојко Кривокућа из Аџибеговца и тамо се народ масовно диже на устанак. Може се рећи да су Срби половином марта 1804. године очистили готово сва села београдске нахије и Турке затворили по градовима и тврђавама као што су Београд, Шабац, Пожаревац, Смедерево, Јагодина, Карановац, Крагујевац, итд.
Пошто је оставио један одред на улазу у Смедерево, Карађорђе се упутио према Београду. Један део снага упутио је да поставе заседе на главним путевима који воде према Београду, а једним делом је поседнута граница пашалука на Морави под командом Стевана Јаковљевића, према ужичкој нахији под Петром Кнежевићем, на Маљену под Милованом Грбовићем, код Овчара под Миланом Обреновићем, испод Медведника под протопопом Стефаном и на Церу под Димитријем Милићанцем.
Турци су покушавали да пробију устаничку војску и на тај начин ослободе заузете територије, али у томе нису имали неког већег успеха. То је учинио и Кучук-Алија са 200 својих војника, желећи да допре до Мораве у два наврата нападао је српску војску, али безуспешно.
Од 21. марта до 24. априла у Београду су се водиле жестоке борбе између српских устаника с једне стране и опседнутих Турака с друге стране. За време Карађорђевог одсуства, који је морао напустити Београд ради доласка Кучук-Алије који је се сукобљавао са устаницима у околини Јагодине и Крагујевца, београдски Турци су неколико пута дошли у сукоб са српском војском, али она је била довољно јака да издржи све турске нападе.
Живот у Београду је био несношљив. Сви излази из града били су затворени, због тога је завладала велика оскудица и у храни и у стоци. Због глади, која је потресала Београд, православно, али и муслиманско становништво почело је да се исељава и напушта град. Ситуација се знатно погоршала избијањем сукоба између јањичара и дахија, с једне стране и Турака грађана, с друге, али и сукоба између самих дахија. Јер, 14. априла, у преговорима са београдским везиром Хасан-ага пашом, двојица дахија Аганлија и Мехмед-ага Фочић били су спремни да предају власт, и то би се десило да се томе жестоко није противио Мула-Јусуф. То је произвело кризу у односима између самих дахија, што им није никако ишло у корист.
Због неиздржљивог и веома критичног стања у Београду, дахије које се више нису надале никаквој помоћи са стране, пошто су им то у међувремену околне паше одбиле, пристале су на попуштање и преговоре. По наговору Хаса-аге, који је упутио молбу славонском команданту барону Џенејну, дахије су пристале на састанак са најизразитијим српским првацима у Земуну.

### Скупштина у Остружници
Састанку у Земуну претходила је скупштина у Остружници (6-15. мај 1804. године), где се поред договора о томе шта ће се изнети пред дахијске изасланике у преговорима о миру у Земуну, разговарало и о даљем развоју устанка, организацији нове власти, набавци муниције итд.
Са ове скупштине захтевано је да се дахије протерају из Београда, да сваки везир управља по ферману из 1793. године, у свакој нахији да буде судница и да се свима суди по закону, затим је тражена слобода вере тј. обнављање порушених манастира, да обичаји вере буду слободни, да постоји слободна трговина и да раја продаје своја добра коме жели, да српско становништво самостално бира своје кнезове итд.
Током заседања скупштине у Остружници, посредством команданта Славонске крајине генерала Генејна организован је састанак српских старешина и представника дахија 10. маја у Земуну. Устаници нису желели мирење с дахијама, те су поставили захтеве за које су знали да неће бити прихваћени: да се у београдском пашалуку врате на снагу самоуправне повластице из 1793. године, дахије побију, јањичари напусте пашалук и да спровођење тих услова гарантује Аустрија. Како преговори у Земуну нису дали резултате, заседање у Остружници је настављено и одлучено је да се борба против дахија настави без компромиса.

### Опсада Београда
После састанка у Земуну, устаничке старешине заједно са својом војском почеле су се прикупљати око Београда. Крагујевачку и рудничку војску предводио је Карађорђе, а ваљевску и шабачку Јаков Ненадовић, прота Матија, Живко Дабић, Остоја Спуж и Андрија Витомировић. Њихов основни циљ био је ослобођење Београда. Када је Карађорђе пошао у сусрет ваљевској војсци, 9. маја 1804. године, Турци су покушали да га спрече, али безуспешно. Турке су предводиле дахије и Алија Гушанац. Велики успех ове битке је то што се сузила опсадна линија око Београда. Убрзо затим, ослобођен је Пожаревац 12. маја и Смедерево 6. јула 1804. године.

### Погубљење дахија
Поред тога што је требало да заведе ред у Београдском пашалуку, Бећир-паша је имао султаново овлашћење да убије четири београдске дахије да би на овај начин измирио јањичаре са хришћанском рајом. Он је то и успео на тај начин што је дахије изоловао на дунавском острву Ада Кале, а затим оставио Србима да их убију. Поред тога, поставио је 20 српских кнезова и дао им градове на управу, што значи да су Бећир-пашине одредбе одговарале почетним циљевима српских побуњеника.

### Дипломатске акције устаника и Порте
Верујући да устаници могу очекивати помоћ од Русије, Карађорђе и устаничке старешине су 27. јула 1804. написали молбу руском цару и одредили изасланство на челу са протом Матијом Ненадовићем које је отпутовало у Русију. Изасланици су објаснили разлоге дизања устанка, његове дотадашње резултате, неуспеле преговоре са Бећир-пашом и решеност устаника да се боре док не испуне своје захтеве уз јемство Русије и Аустрије. Истакнута је жеља устаника да се у Србији успостави самостална српска држава која би била под заштитом Русије, али која би и даље плаћала данак султану. Такође је затражена помоћ у оружју, муницији, новцу и војним стручњацима. Примивши ове молбе, руски цар је 28. новембра 1804. наредио да се издвоји 5.000 дуката за устанике у Србији и послао писмо руском посланику у Цариграду са упутством о томе како да утиче на Порту.
Истовремено је султан решио да преговорима умири Србе, па је замолио влашког и молдавског кнеза да, као хришћани, посредују између Порте и устаника. Влашки кнез је у јесен 1804. послао свог изасланика међу устанике, који су му поручили да су и даље верни султану. Затражили су да Алија Гушанац буде уклоњен из Београда и да односе утврђене преговорима са Бећир-пашом гарантује једна страна сила. Султан је одбио предлоге Срба, а они су одбили султанов захтев да распусте оружане одреде. Резултате нису дала ни убеђивања молдавског кнеза ни Цариградске патријаршије.
Карађорђе је, међутим, послушао савете Бећир-паше и других посредника да буде толерантнији према Порти, те је смањио устаничке снаге око Београда. Изгубивши стрпљење према устаницима, Порта је априла 1805. наредила нишком Хафиз-паши да почне да скупља војску и угуши буну. Ни Карађорђе није седео скрштених руку, тако да је још у марту 1805. један део устаничке војске од Београда померио ка Западној Морави ради заузимања Карановца, Трстеника, Пожеге и Ужица, а други део према Великој Морави ради одбране у случају да Турци крену тим правцем.

## Устанак
Бесна због заузимања Карановца, Трстеника, Пожеге и Ужица током јула 1805, Порта је наредила новом београдском везиру Хафиз-паши, дотадашњем заповеднику Ниша, да одмах крене у напад и угуши буну. Хафиз-паша је стигао до Велике Мораве, где су га чекали Карађорђе и Миленко Стојковић. Стојковић је у селу Иванковац изградио систем шанчева и утврђења. битка на Иванковцу је почела 18. августа 1805. Кад је пао мрак, Турци су се повукли у Параћин. Сутрадан је Карађорђе прешао Мораву и придружио се Стојковићу на положајима око Параћина. Турци су 20. августа напали устанике, а у једном налету рањен је Хафиз-паша. Турци су током ноћи напустили Параћин. Битка на Иванковцу једна је од највећих битака Првог српског устанка. Ова победа над регуларном царском војском још више је ојачала веру устаника у сопствене снаге. Од тог тренутка, буна против дахија прераста у устанак против турске власти.
Турска се 1806. спремала за коначни обрачун са устаницима. Предвиђен је напад на Србију из три правца: из Видина, из Ниша и из Босне. Срби су своју војску усмерили изван Београдског пашалука ка Кладову, Параћину, Крушевцу, Рашкој, Вишеграду, Новој Вароши, Шапцу и Београду. Стојковић је освојио Пореч, Кладово и Неготин, Добрњац Параћин, Ражањ и Алексинац, Главаш и Младен Миловановић Крушевац. Радич Петровић је продро долином Ибра и освојио Пазарску нахију, али га је код дежеви поразио Сулејман-паша Скопљак. На истоку су устаници поразили Пазван Оглуа на Џивџибарама.
Војска из Босне заузела је Мачву и Подриње, а њој у сусрет кренуо је Карађорђе. Одлучујућа битка две војске одиграла се на Мишару 13. августа 1806. после чега су се Турци повукли у Шабац.
Румелијски везир Ибрахим-паша је предводио другу војску долином Мораве. Устаници су их дочекали на утврђењу Делиград и одолевали пет недеља, а Карађорђе је након битке на Мишару кренуо ка Делиграду у помоћ. Одлучујућа битка одиграла се 3. септембра, пре Карађорђевог доласка, када су Срби, којима су командовали Добрњац, Главаш и Миловановић, однели победу.

### Ичков мир
Охрабрени победама на Мишару и Делиграду, устаници су преузели офанзиву. Станоје Главаш је спалио Прокупље и продро до Лаба, Бањске и Брвеника. Карађорђе је стигао до Ниша, а Миленко Стојковић до Видина.
Српски представник у Цариграду Петар Ичко је у септембру 1806. са Портом закључио мир, по ком би се из Србије протерали јаничари, Србија би плаћала данак одсеком а примао би га царски мухасил, јавне службе и чување границе вршили би Срби. То није био мир у правом смислу јер није било писаног документа који би га гарантовао.
Русија је запоседањем Букурешта ушла у рат против Турске. Срби су јој сада били потребни као савезници и она их више није саветовала да остану лојални султану, већ их је подстицала на наставак устанка. Смедеревска скупштина коначно је одбацила Ичков мир.

### Заузимање Београда
Ичко се, заједно са мухасилом Хасан агом кога је послала порта, вратио у Србију без фермана већ само са усменим обећањима. Стигао је у Смедерево 10. септембра. Карађорђе је одлучио да крене на Београд. 30. новембра (12. децембра по новом календару) освојен је град, а 27. децембра и тврђава. Разбојништво и злостављање становништва Карађорђе није толерисао.

### Заједничко ратовање Срба и Русије
У Србију је августа 1807. дошао агент руске војске Константин Родофиникин. Родофикин се одмах умешао у раздор између српским устаницима, стајући на страну Карађорђевих противника, који су желели да ограниче његову власт. Разочаран што очекивана руска помоћ није стигла до тог тренутка, Карађорђе се у помоћ обратио Француској и Аустрији, али без успеха. После склапања Тилзитског мира, руски министар спољних послова Пјотр Румјанцев је са француским послаником расправљао о различитим решењима за Србију, међу којима је било образовање аутономне српске области под француском или руском заштитом или на челу са неким аустријским надвојводом. Цар Александар I и Наполеон су септембра 1808. у Ерфурту одбацили могућност о комадању Османског царства. Договорено да Русија може да окупира само Влашку и Молдавију, али Србија би и даље била под турским суверенитетом. Са друге стране, у време кризе пре ступања на престо новог султана Махмуда II, Порта је била вољна да Србима гарантује широку аутономију, али две стране нису могле да договоре обострано прихватљиве услове.
До почетка рата дошло је 1807, после збацивања кнежева Влашке и Молдавије које су биле под Руским протекторатом. Србија је одбила понуду Турске да помогне у рату већ своју судбину везује за Русију. Карађорђе је устаничку војску усмерио ка Видину и продире дубоко у Турску територију. Хајдук Вељко осваја Кључ и Крајину. Устаници освајају и Куршумлију и Понишавље. Најзначајније победе извојеване су на Штубику и Малајници. Наполеонови ратови ће приморати Русе да повуку војску са Дунава. Руско-српска сарадња ће се наставити и у каснијим годинама.

### Устаничке офанзиве
У 1809. годину Карађорђе је планирао да се у Рашкој састане са војском црногорског владике Петра  и одатле да се упути у ослобађање Старе Србије. Карађорђе је однео победе над Турцима код Суводола над пећким Нуман-пашом и заузео Нови Пазар. Овом победом је готов читав предео између Београдског пашалука и Црне Горе био у устаничким рукама. Међутим, морао је да одустане од похода јер му се црногорски владика није придружио и зато што су устаници поражени у бици на Чегру.
Османска војска је августа 1809. марширала на Београд, што је изазвало велики талас избеглица преко Дунава, међу којима је био и руски посланик Родофињикин. Суочен са катастрофом, Карађорђе се за помоћ обратио Хабзбурзима и Наполеону, али без успеха. У овом периоду српски устаници су били у дефанзиви, њим циљ је био да се задрже стечене територије и нису истицали даље територијалне захтеве.
Руска војска је 1810. стигла по други пут у Србију. Овај пут је следила нека војна сарадња; устаницима су послати оружје, муниција и медицински материјал, а маршал Михаил Кутузов је учествовао у планирању заједничких акција. Руска помоћ је Србима дала наду у победу.

### Слом устанка
Суочена са могућом француском инвазијом, циљ Русије је био да се потпише дефинитивни мировни споразум и повуче своју војску у Русију, чиме је радила против интереса српских устаника. Српски устаници нису били обавештени о овим преговорима, а коначне одредбе су сазнали од Турака.  Друго руско повлачење је дошло на врхунцу Карађорђеве личне моћи и раста српских очекивања. Руско-турски преговори довели су до потписивања Букурешког мира, чија се 8. тачка тицала Србије. Договорено је да се српске фортификације сруше, осим ако нису Турцима од користи и да се у гарнизоне који су постојали пре 1804. врати турска војска. Заузврат је Порта обећала општу амнестију и извесну самоуправу. Срби би контролисали управу у својим унутрашњим питањима и прикупљање и предавање утврђеног данка. Реакције у Србији су били жестоке. Посебна брига је био повратак турске војске у тврђаве и градове, а страховало се и о одмазди. Турци су Србију напали са југа, истока и запада. Најжешћи отпор показао је Младен Миловановић, који је у то време био у сукобу са Карађорђем због питања како би требало организовати одбрану Србије у Засавици (Подрињу). Иако је погинуло много Турака, отпор је био сломљен 7. октобра 1813. Турци улазе у Београд и успостављају управни апарат и организацију каква је постојала пре избијања устанка 1804. Први српски устанак је пропао, а Карађорђе са читавим низом вођа устанка бежи у Аустрију. Србија је аутономију стекла тек у Другом српском устанку, који је водио Милош Обреновић.
За пропаст устанка је и допринео огроман број османских војника. Своју комплетну ударну снагу - три војске које су заједно бројале четврт милиона војника (130.000 из Босне, 60.000 из Ниша и 60.000 из Видина).

## Организација устаничке државе

### Правитељствујушчи совјет
У међувремену, 14. августа 1805. године, на Скупштини устаничких старешина у Борку, донета је одлука о оснивању Правитељствујушчег совјета сербског као централног органа власти у устаничкој Србији, а ради решавања разних животних питања. Међу појединим устаничким и нахијским старешинама постојале су тежње да се Совјетом донекле ограничи Карађорђева власт.
Совјет је нарочито радио на организовању сеоских, кнежинских и нахијских судова, а он сам је до 1811. деловао као врховни суд. Временом је Совјет обављао све више послова, одигравши значајну улогу у организовању власти и функционисању устаничке државе.

## Последице
Први српски устанак подигнут је против зулума јаничара, али је већ 1805. прерастао у националну револуцију за ослобођење од вишевековне турске владавине и поновно успостављање државности Србије. Основе државности у устаничкој Србији постављене су радом Народне скупштине, Правитељствујушћег совјета и доношењем законика. Први српски устанак утро је пут Другом српском устанку 1815, који ће најзад довести до обезбеђивања аутономије Србије.

## Хронологија Првог српског устанка

### 1804.
- 4. фебруар

Десила се сеча кнезова; побијена већина истакнутијих Срба трговаца, кнезова и свештеника.
- 15. фебруар

Сабор у Орашцу (на празник Сретење); донесена одлука да се подигне буна против дахија. За вођу изабран Карађорђе.
- 24. фебруар

У селу Дрлупа на Космају дошао Аганлија на преговоре са Карађорђем, и ту долази до првог оружаног сукоба устаничке војске са Турцима - Бој у Дрлупи. Аганлија претрпео пораз.
- 28. фебруар

Битка на Свилеуви.
- 18. март

Устаници заузели Рудник, Ваљево и Шабац.
- 4. април – 7. април

Битка код Баточине
- 28. април

Битка код Чокешине, изгинули Браћа Недићи са 303 хајдука
- 3. мај

Устаници освајају Шабац, први град који су устаници заузели. Српске вође упутиле писмо руском посланику у Цариград.
- 5-15. мај

У Остружници код Београда одржана прва Скупштина представника целог побуњеног народа у Београдском пашалуку – Скупштина у Остружници.
- 24. мај

Турци предали Пожаревац устаничкој војсци.
- 18. јул

Турци предали Смедерево устаничкој војсци.
- 27. јул

Карађорђе и устаничке старешине руском цару шаљу изасланство на челу са Протом Матејом Ненадовићем.
- 6-7. август

На острву Ада Кале на Дунаву, војвода Миленко Стојковић са 27 људи погубио београдске дахије: Аганлију, Кучук Алију, Мулу Јусуфа и Мехмед-агу Фочића.
Исте године:
- Бој на Јагодини. Значајније жртве: Кара Петар Трешњевичанин
- Смрт Ђорђа Ћурчије[15]
- септембра Порта поставља Сулејман-пашу за београдског везира.
- Везир дође у логор
- Бег дахија
- Везир уђе у Београд
- Мир са Србима
- Гушанац иште плату
- Карађорђево Господарство
- Јадар за себе и Мемед-капетан у Лозници

### 1805.
- 14. јул

После опсаде ослобођен Карановац (данашње Краљево).
- 14. август

Донета одлука да се оснује Правитељствујушчи совјет сербски
- 18-20. август

Битка устаничке војске на Иванковцу (на 4 km од Ћуприје) са Хафис-пашом – Бој на Иванковцу. Карађорђе са око 8.000 устаника однео прву велику победу над царском војском од 15.000 војника.
- 27. август

На Народној скупштини у манастиру Боговађи основан је Правитељствујушчи Совјет Сербски под притиском Руса као и народних старешина да би ограничили Карађорђеву власт.
Исте године:
- Турска стража на превару убија смедеревског војводу Ђушу Вулићевића, на мосту између српског и турског дела Смедерева.
- Почетак рата у Шапцу
- Крџалије Гушанчеве похараше Железник
- Карађорђе дође у Остружницу са војском
- Јаков Ненадовић узе Ужице
- Срби освајају Смедерево по други пут

### 1806.
- 26. јануар

Устаници освајају Крушевац.
- 6. април

Сулејман-паша Скопљак опљачкао а потом и спалио манастир Студеницу.
- 20. јун

Наполеон упутио писмо султану Селиму трећем у коме тражи да силом уништи - «српске бунтовнике, што их Русија држи и соколи».
- 1. август

Битка код Братачића
- 13-15. август

Сукоб устаничке војске са Сулејман-пашом Скопљаком на Мишару – Бој на Мишару. Значајније жртве: Гаја Остројић и Стеван Гајић.
- 3. септембар

Победа у Делиграду. Прва у низу победа Карађорђа и устаничке војске - Битка на Делиграду (1806).
- 13. децембар

Јуришом око 12.000 устаника и добровољаца, после двоипогодишње опсаде, извршено је ослобођење Београдске вароши – Опсада Београда 1806. (на Андријевдан). Значајније жртве: Васа Чарапић.
Исте године:
- Страдао Алекса Јаковљевић
- Погину Ђуро Брничанин са педесет другова на Дежеви
- Јанко Катић пада у Крњићу
- Умире: Никола Грбовић
- Бошњаци ударе од Дрине
- Пасманџија одоздо
- Срби узимају Параћин
- Ибрахим-паша долази на Делиград
- Бојеви око Шапца; смрт Катићева
- Мир Ичков и кнеза Милића
- Узимање Шапца

### 1807.
- 8. јануар

Освојена Београдска тврђава на Калемегдану.
- 6. март

После изласка из Београдске тврђаве, код Пашине чесме испод Врачара, убијен београдски везир Сулејман-паша са пратњом од око 180 људи.
- 18. март

Ослобођени Јадар и Рађевина
- 31. март

Председник Правитељствујушћег совјета кнез Сима Марковић свечано изговара: «Србија сматра себе за независну државу».
- 29. мај

Са престола збачен султан Селим Трећи.
- 1. јул

Победе на Малајници и Штубику, у источној Србији, најкрвавији судар удружене српско (Миленко Стојковић)-руске (генерал Иван Исајев) војске против Турака у току целокупног Првог српског устанка.
Исте године:
- Умире: Стеван Грбовић
- Смрт пашина
- Срби побише Турке и у Шапцу
- Депутати у Влашку: Аврам, Чардаклија и Гагић; да доведу министра
- Јаков оде на Дрину, Миленко у Крајину, а Милан и Милош на Ужице
- Пришествије Гагићево, потом Родофикиново
- Совјет у Београду, и совјетници од нових нахија
- Уредише се магистрати; и наредба за попове
- Младен истеран из Совјета
- Депутација из Цариграда, владика и Никола; истераше Југовића и Гагића

### 1808.
- 31. август

У Београду отворена Велика школа Ивана Југовића са 20 ученика. Прва српска просветна установа намењена вишем образовању.
- 19. децембар

Скупштина у Београду донела Уставни акт којим се Карађорђе са својим законитим потомством признаје за врховног старешину.
Исте године:
- Гине на Лозници Живко Дабић.
- Умире: Милован Грбовић
- Примирје
- Интриге
- Продавање турских кућа
- Немци оће у Београд
- Гагић оде у Пореч
- Екцерзир

### 1809.
- 24. мај

Преваливши за седам дана пут од 110 km, од Ужица до Сјенице, Карађорђе је са 10.000 устаника и 10 топова заузео Сјеницу.
- 31. мај

Битка на Чегру. Исход: око 3.000 мртвих, и већи број рањених, устаника, близу 6.000 турских бораца. Значајније жртве: ресавски војвода Стеван Синђелић, ражањски војвода Ђорђе Крагић.
- 23. јун

После тридесетшестодневне одбране устаника, Турци су ушли у Делиград.
- 23. август

На путу према Београду Турци су освојили Пожаревац.
- 25. август

Турци освојили Јагодину.
- 29. децембар

Карађорђе и Правитељствујушчи Совјет упутили писмо барону Симбшену у коме моле аустријског цара да посредује у њиховом помирењу с Портом.
Исте године:
- Стеван Кара гине на Бањи.
- Наполеон Србији нудио да припадне Аустрији или да остане под турском влашћу.
- Депутација у Влашку: Јанићије, Иван Југовић и Павле Поповић
- Рат са Турцима: Милоје на Ниш, кнез Сима на Босну, Карађорђе на Сјеницу; на Кладову.
- Пропаст на Каменици, и Турци долазе на Мораву
- Бег Родофиников
- Скупштина у Асанпашинној Паланци
- Турци на Дрини
- Свађа у Лозници - ко ће чувати Лозницу?

### 1810.
- јул-септембар

Заједничким операцијама српске и руске снаге ослободиле Брзу Паланку, Прахово, Соко бању и Кладово.
- септембар

Доситеј Обрадовић у Београду отворио Богословску школу, другу по значају у ослобођеној Србији.
- 6. септембар

Бој код Јасике. Устаничка војска заједно са руском војском, на челу са генералом Орурком, против 15.000 Турака везира Ахмеда Рушида.
- 22. септембар

Победа устаника код Варварина, на Морави.
- 16-20. октобар

Победа у боју на Тичару код Лознице.
Исте године:
- Битка код Прахова. Значајније жртве: Танасије Чарапић.
- Умире: Радукан Ветисламски, Милан Обреновић.
- Марко Катић убијен на свадби у огачи.
- Милоје Љубичић Петровић изручен и погубљен у Шапцу.
- Скупштина у Београду, и Јаков поквари Совјет
- Депутација у Влашку: Милан, Миленко и Хаџи Милентије
- Миленко у Поречу
- Рат опет са Турцима
- Срби сретоше Русе на Замни; Бој на Прахову
- Бој на Дрини
- Интриге против Карађорђа

### 1811.
- 19-24. јануар

У Београду одржана Скупштина на којој је донесено седам уставних аката којим је уређена устаничка држава.
- 10. фебруар

У Београду свечано дочекана руска војска, уз топовске салве и овације хиљада грађана.
- ?. март

Због неслагања са Карађорђем, војводе Миленко Стојковић и Петар Добрњац, напуштају Србију да се у њу никад не врате.
Исте године:
- Умире: Миша Карапанџа.
- Милош Стојићевић Поцерац убијен од хајдука Прела.
- Примирје
- Б. Дибић у Србији, и план за Руску војску преко Босне
- Српска депутација у Петербург: Јаков, кнез Сима и Грујевић

### 1812.
- 28. мај

После битке код Рашчука, где је Русија поразила Турску, Турци су закључили са Русима Букурешки мир. У њему Порта, у тачки 8, први пут у једном међународном уговору Србији признаје самоуправу.
- ?. јун

Карађорђе проглашава општу мобилизацију становништва од 15 до 70 година, за одбрану граница према Турској.
- 16. август

Руси свечано испраћени из Београда.
Исте године:
- Умире: Момир из Лучице.
- Мир са Турцима
- Јаков оде у Влашку
- Ивелић дође у Србију, и скупштина код светог Краља
- Руси изиђу из Србије
- Депутација цару Рускоме - арх. Филиповић, и Турскоме - кум Стево и к. Милић
- Српски договори са Турцима - у Нишу и у Софији
- Рат наново

### 1813.
- 1-2. јануар

Одржана последња седница Народне Скупштине под Карађорђем у Крагујевцу.
- 15. март

У Јашију прекинути српско-турски преговори.
- 15. јул

Почела велика Турска офанзива на свим фронтовима. Са запада је надирао босански везир са око 100.000 војника. Турска војска је сломила отпор Срба на Морави, Дрини и Тимоку.
- 18. јул

Карађорђе привремено врховну власт пренео на секретара Јанићија Димитријевића Ђурића.
- ?. август

Опорављени Карађорђе предлаже Турцима шестонедељно примирје.
- 1-17. септембар

Сукоб Турске војске са устаничком на Равњу, уз Савину притоку Засавицу код Шапца – Бој на Равњу. Сломљен отпор устаничке војске. Изгинуло: око 800 људи Зеке Буљубаше и још око 3.000 других устаника. Значајније жртве: Петроније Шиша, Јоксим Карамарковић, Зека Буљубаша. Последња битка Првог српског устанка, устанак је сломљен.
- 7. октобар

Падом Београда у турске руке пропао је Први српски устанак и Турци су успоставили управни апарат и организацију каква је постојала пре избијања устанка 1804.
Исте године:
- Код Неготина - Значајније жртве: Хајдук Вељко Петровић.
- На Поречу - Значајније жртве: Хаџи Никола Михаиловић.
- На Делиграду - Значајније жртве: Петар Ђукић, Новак Бошковић и Петар Крагић.
- На Мозгову - Значајније жртве: Димитрије Парезан.
- У Лешници - Значајније жртве: Јанко Стојићевић.
- Умире: Анта Богићевић и Стеван Катић.